# Грант (округ, Южная Дакота)
Округ Грант (англ. Grant County) располагается в штате Южная Дакота, США. Официально образован в 1873 году. По состоянию на 2012 год, численность населения составляла 7259 человека.

## География
По данным Бюро переписи США, общая площадь округа равняется 1781,922 км2, из которых 1763,792 км2 суша и 6,000 км2 или 0,900 % это водоёмы.

## Население
По данным переписи населения 2000 года в округе проживает 7 847 жителей в составе 3 116 домашних хозяйств и 2 156 семей. Плотность населения составляет 4,00 человека на км2. На территории округа насчитывается 3 456 жилых строений, при плотности застройки около 2,00-х строений на км2. Расовый состав населения: белые — 98,61 %, афроамериканцы — 0,01 %, коренные американцы (индейцы) — 0,43 %, азиаты — 0,23 %, гавайцы — 0,00 %, представители других рас — 0,40 %, представители двух или более рас — 0,32 %. Испаноязычные составляли 0,55 % населения независимо от расы.
В составе 33,40 % из общего числа домашних хозяйств проживают дети в возрасте до 18 лет, 60,60 % домашних хозяйств представляют собой супружеские пары проживающие вместе, 5,20 % домашних хозяйств представляют собой одиноких женщин без супруга, 30,80 % домашних хозяйств не имеют отношения к семьям, 28,60 % домашних хозяйств состоят из одного человека, 15,00 % домашних хозяйств состоят из престарелых (65 лет и старше), проживающих в одиночестве. Средний размер домашнего хозяйства составляет 2,44 человека, и средний размер семьи 3,02 человека.
Возрастной состав округа: 26,60 % моложе 18 лет, 5,70 % от 18 до 24, 25,10 % от 25 до 44, 23,50 % от 45 до 64 и 23,50 % от 65 и старше. Средний возраст жителя округа 40 лет. На каждые 100 женщин приходится 97,70 мужчин. На каждые 100 женщин старше 18 лет приходится 96,10 мужчин.
Средний доход на домохозяйство в округе составлял 33 088 USD, на семью — 40 407 USD. Среднестатистический заработок мужчины был 27 941 USD против 20 192 USD для женщины. Доход на душу населения составлял 16 543 USD. Около 7,50 % семей и 9,90 % общего населения находились ниже черты бедности, в том числе — 9,80 % молодежи (тех, кому ещё не исполнилось 18 лет) и 10,30 % тех, кому было уже больше 65 лет.